# 洛巫彼恩 彌尤

## 個人背景
Lowvbing Miyu，2001年11月21日—），舊漢名何盈暉（民國110年4月6日回復傳統姓名並列羅馬拼音）。出生於中華民國花蓮縣秀林鄉達基利部落（崇德村）出生的原住民太魯閣族（法定族別）青年，父母來自花蓮縣秀林鄉崇德村（Alang Tkijig）與秀林鄉富世村可樂部落。家中排行老大，下有一位弟弟。前就讀於國立屏東大學文化發展學士學位學程原住民專班。現為家族中第十代巫醫傳承人。
從小，Lowbing就非常喜歡自己原住民族的文化，而且結合了自己的興趣：唱歌、跳舞。國小3年級就跟著教會青年會一起學習、演出太魯閣族原住民族舞蹈，一直到學校參與社團也是參加學校原住民族舞蹈社團，國小4年級就成立自己的原舞團擔任「團長」、「編舞」一職，於部落的餐廳表演，故團名就以餐廳的名字命名之：達基力舞蹈團。還未入學國中時，皆在餐廳、縣政府擔任每周末或者重要來賓的表演團體班底。
進到國中後，國一則加入了母校縣立秀林國中原住民族學生合唱團並擔任第四部團員及重要曲目之傳統樂器獨奏、獨唱，一唱便唱到國中三年級，國中三年的社團皆奉獻於合唱團。在合唱團訓練期間，經合唱老師的推薦，以先前舞團再一次招募團員，更名為S&L秀林國中原住民舞蹈隊並隸屬於合唱團底下，為學校僅次合唱團之重要對外演出團體，於迎接外賓、校外演出皆會偕同合唱團一起演出。曾經參加過台灣三星電子公司舉辦之公益路跑表演團體、驚嘆號樂舞展演、東元基金會忘年會展演、花蓮縣政府表演晚宴特約表演團體等。
而進入高中後，就讀國立花蓮高商，除了學校課業之外，也參加了花蓮高商原舞隊（學習阿美族傳統舞蹈與古謠）並擔任社團副社長一職，雖是如此但也仍持續於自己舞團中擔任團長一職並帶領團隊出去展演。高一時也考取花蓮縣木吉他彈唱街頭藝人證照，並再對舞團進行更名為Seejiq舞蹈團及創立二人編制演唱組合-Risaw樂團，於花蓮縣內外進行婚禮演出、商演等，並為花蓮縣秀林鄉公所經常性邀約之演出團體嘉賓並參與許多個人性質之展演。
Lowbing是來自巫醫家族(msabuh)，祖母 Rabay Lowbing（簡金美，歿）為家族第八代巫醫，大姑姑Aya Lowsing（何錦秀）為家族第九代的巫醫，Lowbing則是家族第十代巫醫。從小我受到祖母（Rabay）執行、傳承傳統文化的陶冶，對其信仰文化有充滿非常大的興趣，以及擁有Utux Rudan（祖靈）的揀選，並遵循家族傳統戒律來傳承巫醫工作。Lowbing在升國中那年的暑假，在家族成員見證下確立了靈媒（巫醫）的身分。

## 外部連結
- Lowbing Miyu｜Facebook 粉絲專頁 （页面存档备份，存于）
- Lowbing Miyu｜Instagram 官方帳號 （页面存档备份，存于）